# Termésólom
A termésólom (ólom) a terméselemek osztályába, azon belül is az aranycsoportba (rácsszerkezetileg izomorf) tartozó ritka ásvány. Esetenként kevés antimont és ezüstöt tartalmazhat. Gyakorlati jelentősége nincsen.